# Strzałkowo (województwo warmińsko-mazurskie)
Strzałkowo (niem. Hinzbruch) – wieś w Polsce położona w województwie warmińsko-mazurskim, w powiecie ostródzkim, w gminie Łukta.
W latach 1975–1998 miejscowość położona była w województwie olsztyńskim.